# 啧音
啧音（英語：click），也称搭嘴音、倒吸气音、吸着音、喌音、吮吸音、咂嘴音、嗒嘴音，是发音方法的一种，泛指口腔內任何一個發聲部位發出的一種吸氣聲音。发音时口腔中两个位置同时闭塞。后面的闭塞位置处于软颚，起着隔断口腔和其他共鸣腔（鼻腔和咽腔）之间的气流通路的作用。
除阻时舌身下降，使两个闭塞位置之间空气稀少，形成负压，空气被吸进去发出噪音。是非肺部气流音的一種。

## 分佈
啧音主要出现在非洲的科依桑语系、班图语族的祖魯語、科萨语。

## 類別
按照国际音标，一共有5种啧音：
- 雙唇搭嘴音 ʘ
- 舌尖搭嘴音 ǀ
- 齿龈边流搭嘴音 ǁ
- 硬颚搭嘴音 ǂ
- 后齿龈搭嘴音 ǃ

每一种基本啧音有清浊、送气/不送气、鼻音/口音等对立，在一些语言中一共有80多种不同的啧音。

## 漢語吸氣音
在表現厭惡時發出的「嘖嘖嘖」聲音亦是吸氣音。
有些近代學者认为，古漢語其實也有吸氣音，例如：「嗟」、「乎」等字都是。

## 外部連結
- Collection of click-language links and audio samples